# Villaggio Sant'Agata
Villaggio Sant'Agata (Villaggiu Sant'Aita o U Villaggiu in dialetto catanese) è un quartiere della città di Catania facente parte della VI Circoscrizione (San Giorgio Librino - San Giuseppe La Rena Zia Lisa Villaggio Sant'Agata).

## Origine del toponimo
Il toponimo Villaggio Sant'Agata fu probabilmente dato al quartiere in onore a Sant'Agata, patrona di Catania.

## Geografia
Il Villaggio Sant'Agata è situato nella parte meridionale dell'abitato di Catania. Confina a nord con i quartieri Fossa della Creta e San Giorgio, sud e ad ovest con Librino, ad est con Zia Lisa.
Strade più importanti sono il Viale Giovanni da Verrazzano e il Viale Nitta, che costituiscono le principali vie di ingresso e di uscita dai quartieri confinanti, e che intersecano con l'Asse dei servizi. Il quartiere si suddivideva in zona A, B, C e D, ma nel 2013, la toponomastica ha subito variazioni con l'assegnazione dei nomi alle sue strade.

## Storia
Lo sviluppo del quartiere denominato Villaggio Sant'Agata, sorto alla periferia meridionale della città etnea, su un'area paludosa nei pressi di Zia Lisa individuata dallo IACP di Catania, avvenne contestualmente a quello dei quartieri Monte Po e San Leone, che sorsero invece all'estrema periferia occidentale.
Nel 1960, lo IACP di Catania affidò all'urbanista Michele Valori, un progetto per la costruzione di un nuovo quartiere nell'area suddetta, che prevedeva la realizzazione di 1.600 alloggi popolari destinati a 8.000 abitanti. Al Villaggio Sant'Agata, completato verso il 1964, vi si insediarono le famiglie più disagiate della città, perlopiù provenienti dai quartieri storici.
Nonostante il suo sviluppo fu pianificato e regolamentato, la popolazione che vi si insediò negli anni Sessanta e Settanta, fu maggiore rispetto a quella prevista del progetto redatto dal Valori, e ciò fu dovuto principalmente al fenomeno delle occupazioni abusive.

## Monumenti e luoghi d'interesse
Quartiere caratterizzato dalla presenza di edifici per l'edilizia residenziale pubblica, nella Zona B si trova un luogo di culto cattolico, la Chiesa della Santa Croce, eretta nel 1966.

## Istruzione
Nel quartiere sono presenti due scuole di istruzione primaria ed un asilo nido comunale.

## Economia
Tra i quartieri economicamente più disagiati, presenta elevati tassi di disoccupazione. Discreta è la presenza di attività commerciali.

## Società
Il Villaggio Sant'Agata è uno dei quartieri popolari di Catania dove si registrano elevati tassi di criminalità, in particolare quella organizzata.

## Trasporti
La zona è regolarmente servita dai mezzi pubblici dell'AMT, e vi transitano gli autobus delle linee 439, 601, 802N, 802R, 830.